# Johann Philipp Bethmann

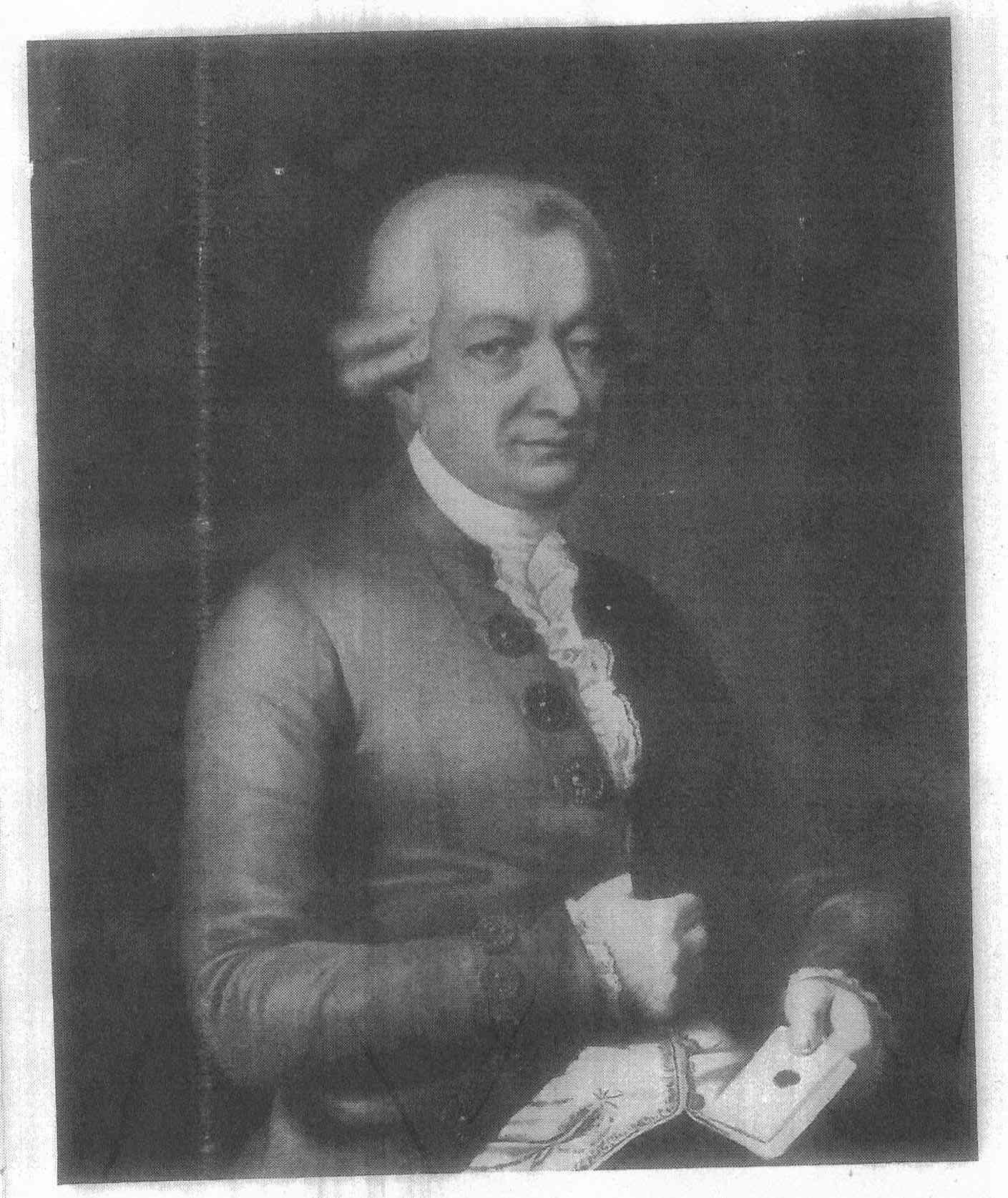
Johann Philipp Bethmann
(1715–1793). Abb aus: Helbing 1948

Johann Philipp Bethmann (* 30. November 1715 in Nassau; † 27. November 1793 in Frankfurt am Main) war ein deutscher Kaufmann und Bankier.

## Leben
Johann Philipp Bethmann war der älteste Sohn des Nassauischen Amtmannes Simon Moritz Bethmann (1687–1725). Als dieser starb, kehrte seine Witwe Elisabeth geb. Thielen (1680–1757) nach Frankfurt zurück und wurde Haushälterin in der Familie ihres Schwagers, des Kaufmanns Jakob Adami (1670–1745). Nach dessen Tod vermachte er seinen Neffen die Hälfte seines Vermögens. Johann Philipp und sein jüngster Bruder Simon Moritz erwarben das Frankfurter Bürgerrecht und übernahmen das Handelsgeschäft Jakob Adami, aus dem 1748 das Bankhaus Gebrüder Bethmann, die spätere Bethmann Bank, entstand. Der zweite Bruder Johann Jakob gründete eine Handelsniederlassung in Bordeaux.
Das Bankhaus Bethmann entwickelte sich in kurzer Zeit zu einem der führenden Häuser Deutschlands, vor allem durch den Handel mit Staatsanleihen, das nur mit dem später entstandenen Haus Rothschild zu vergleichen war.

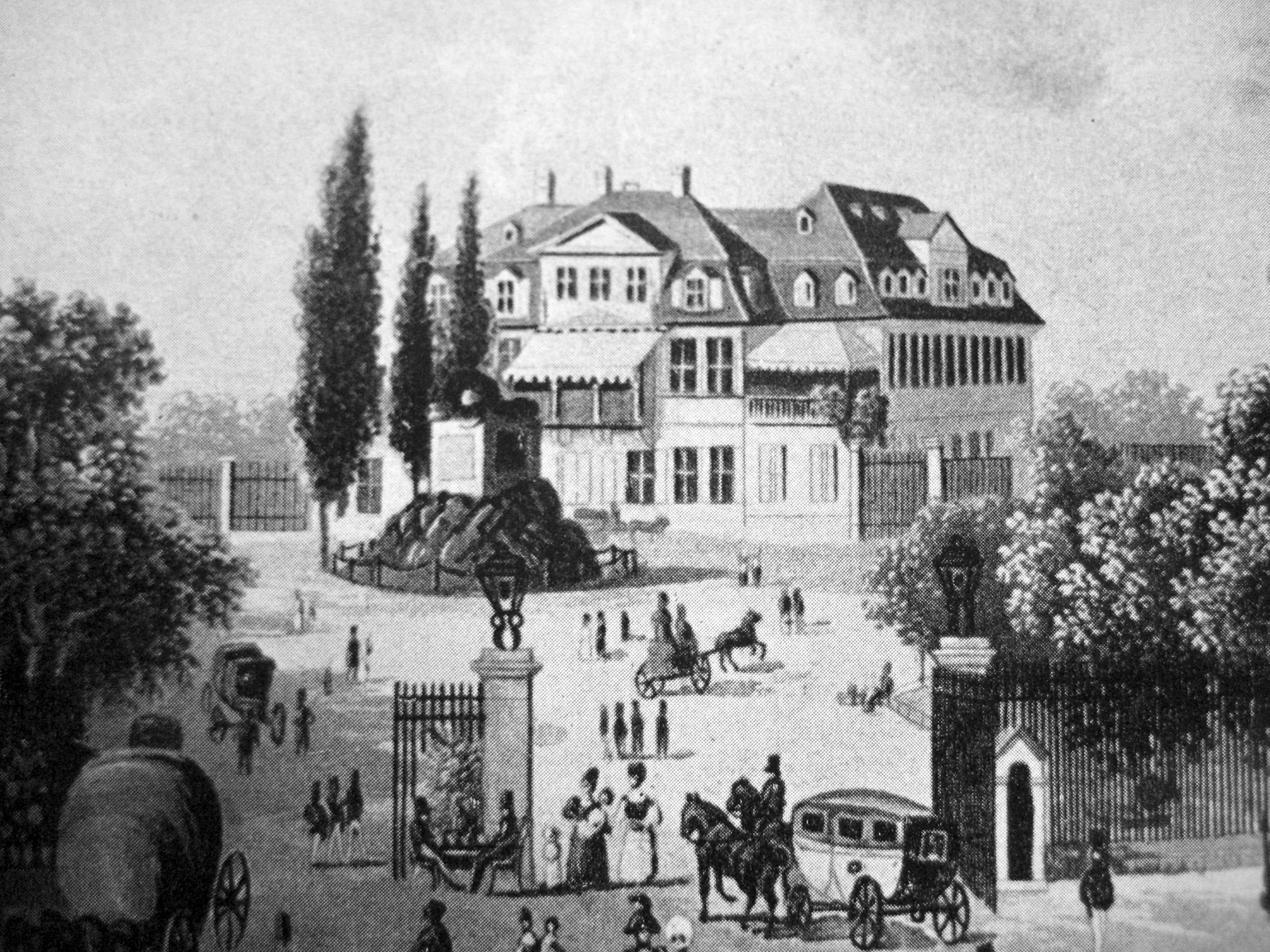
Bethmannsches Gartenhaus am Friedberger Tor, erbaut 1784, nach einem Stich von Johann Jakob Tanner von 1847

1762 schloss Johann Philipp Bethmann die Ehe mit Katharina Margarethe Schaaf (1741–1822), der Tochter des Frankfurter Schöffen und Kaiserlichen Rates Anton Schaaf (1688–1746). Das Ehepaar hatte sechs Kinder, von denen vier überlebten:
1. Susanne Elisabeth (1763–1833) heiratete 1780 den Frankfurter Kaufmann Johann Jakob Hollweg (1748–1808), der nach der Heirat den Namen Bethmann-Hollweg führte. Ihr Sohn Moritz August wurde später preußischer Staatsminister, dessen Enkel Theobald von Bethmann Hollweg deutscher Reichskanzler von 1909 bis 1917.
2. Simon Moritz (1768–1826) wurde einer der bedeutendsten Frankfurter Bankiers, Staatsmänner und Philanthropen.
3. Maria Elisabeth (1772–1847), heiratete 1790 den Bankier Johann Jakob Bußmann (1756–1791). Nachdem dieser bereits im Jahr darauf verstorben war, heiratete sie den emigrierten französischen Aristokraten Alexandre Victor Francois Vicomte de Flavigny (1770–1819). Ihre Tochter aus zweiter Ehe war Marie d’Agoult (1805–1876), die wiederum mehrere Kinder hatte, darunter – aus der Verbindung Maries mit Franz Liszt – auch Cosima Wagner (1837–1930).
4. Sophie Elisabeth (1774–1862), war zweimal verheiratet. In erster Ehe hieß sie de Luze, in zweiter von Mettingh.

Nach seinem Tod 1793 führte sein einziger Sohn Simon Moritz das Haus.
Johann Philipp Bethmann erwarb 1783 ein kleines, 1760 erbautes Gartenhaus vor dem Friedberger Tor, das er seit 1773 bereits gepachtet hatte, ließ es zu einer geräumigen Villa umbauen und vergrößerte den Garten durch Ankäufe von Nachbargrundstücken. Die Villa diente der Familie ab 1785 als Sommerwohnung. 1813 war es das Quartier des sich auf dem Rückzug befindlichen Napoleon Bonaparte. 1855 wurde die Villa zum Hauptwohnsitz der Bethmanns. Ein Museum kam 1856 hinzu. Ende des Zweiten Weltkriegs brannte das Haupthaus der Villa Bethmann aus, ein Teil des Ostflügels wurde wieder aufgebaut, die übrigen Flächen des Familienbesitzes gehören zum Bethmannpark. Das Museum, 1941 mit einem Teil des Parks von der Stadt Frankfurt am Main gekauft, wich dem Neubau der Friedberger Landstraße.